# Fryderyk za album roku muzyka korzeni
Fryderyk za album roku muzyka korzeni – polska nagroda muzyczna Fryderyk, przyznawana corocznie w latach 1996–1997, 2001–2012 i od 2015 w sekcji muzyki rozrywkowej w kategorii album roku muzyka korzeni. Honoruje wykonawców, a w latach 2015–2019 dodatkowo producentów muzycznych, za album muzyki folkowej. Fryderyki są przyznawane od 1995 przez Związek Producentów Audio-Video (ZPAV) za osiągnięcia w rodzimym przemyśle muzycznym. Od 2000 za wyłanianie nominowanych, a następnie laureatów odpowiedzialna jest powołana przez ZPAV Akademia Fonograficzna.
Kategoria została wprowadzona podczas drugiej edycji, Fryderyków 1995. W edycjach od 1997 do 1999 została wycofana, jednak w edycji 2000 powróciła. W edycjach 2013 i 2014 nie istniała ze względu na wprowadzenie międzygatunkowej kategorii album roku, jednak w edycji 2015 powróciła. Od edycji 2025 regulamin precyzuje, że obejmuje podgatunki: muzyka tradycyjna, folklor, folk alternatywny, world music i reggae.
Kategoria nazywała się:
- album roku muzyka tradycji i źródeł w edycjach 1995, 1996 i 2000,
- album roku etno / folk w edycjach od 2000 do 2008,
- album roku folk / muzyka świata w edycjach od 2009 do 2012 i 2019,
- album roku muzyka korzeni (w tym blues, country, folk, reggae) w edycji 2015 (wówczas honorowała w szczególności albumy bluesowe[b], country i reggae[a]),
- album roku muzyka korzeni (w tym blues, folk, country, muzyka świata, reggae) w edycjach od 2016 do 2018 (wówczas honorowała w szczególności albumy bluesowe, country, world music i reggae[a]),
- album roku muzyka świata w edycjach 2020 i 2021,
- album roku muzyka korzeni / blues w edycji 2022 (wówczas honorowała również albumy bluesowe[b]),
- album roku muzyka korzeni w edycjach od 2023.

Najwięcej nominacji w kategorii (po 9) otrzymali Maciej Szajkowski, Magdalena Sobczak-Kotnarowska i Wojciech Waglewski. Najwięcej nagród (7) zdobyli Kapela ze Wsi Warszawa, która triumfowała za każdym razem, gdy była nominowana, i Sylwia Świątkowska. Mariusz Dziurawiec wygrał 4 nagrody, zaś Wojciech Waglewski, Zakopower oraz Zespół Pieśni i Tańca „Śląsk” po 2.

## Laureaci i nominowani
| Rok                                                                           | Nagrodzony album                                                                   | Nagrodzeni artyści | Pozostałe nominacje | Źr.                                 |
| Album roku muzyka tradycji i źródeł                                           | Album roku muzyka tradycji i źródeł                                                | Album roku muzyka tradycji i źródeł | Album roku muzyka tradycji i źródeł | Album roku muzyka tradycji i źródeł |
| ----------------------------------------------------------------------------- | ---------------------------------------------------------------------------------- | --- | --- | ----------------------------------- |

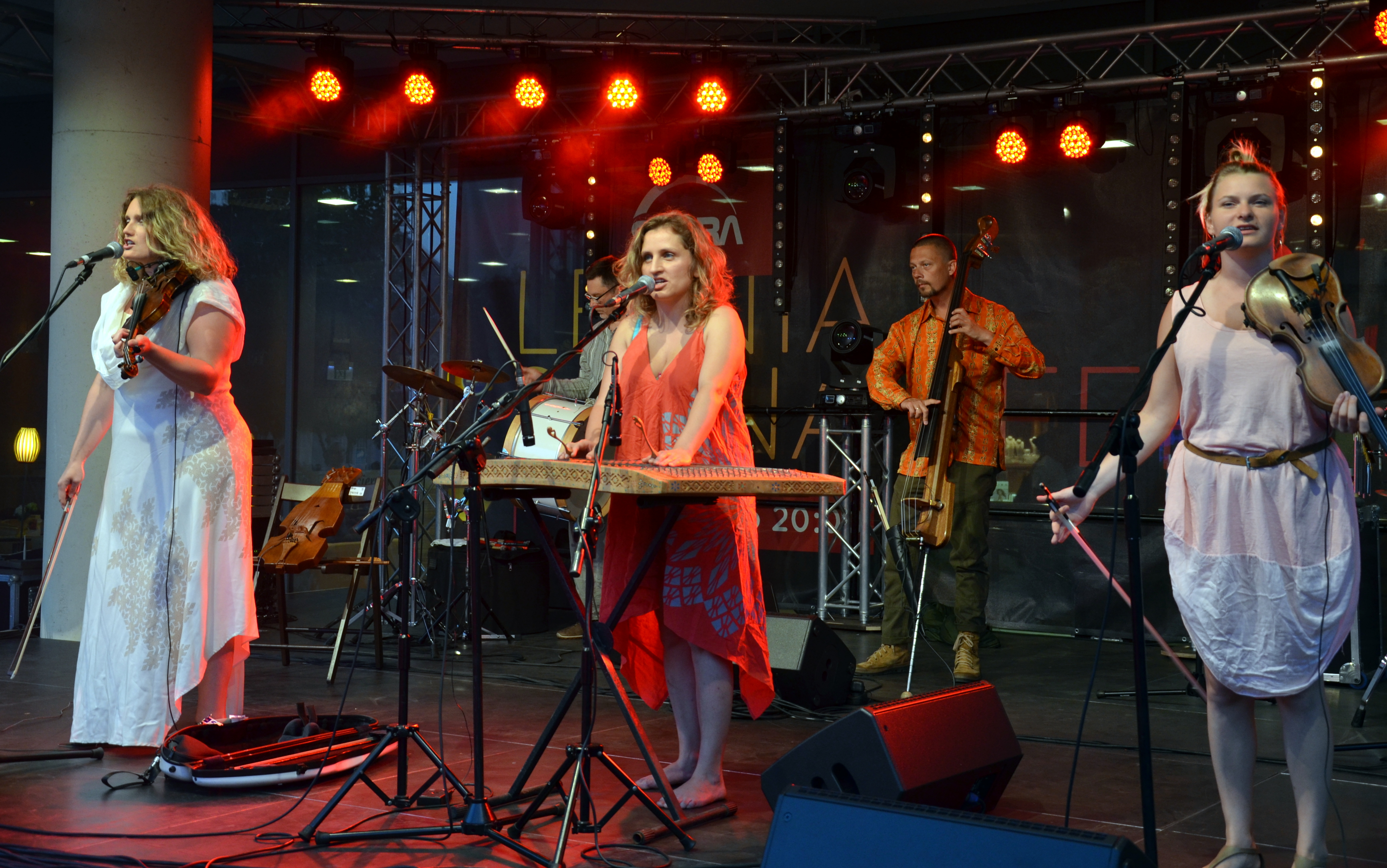
Kapela ze Wsi Warszawa, rekordowi siedmiokrotni laureaci i siedmiokrotnie nominowani (w 2005, 2009, 2010, 2016, 2018, 2021 i 2025)

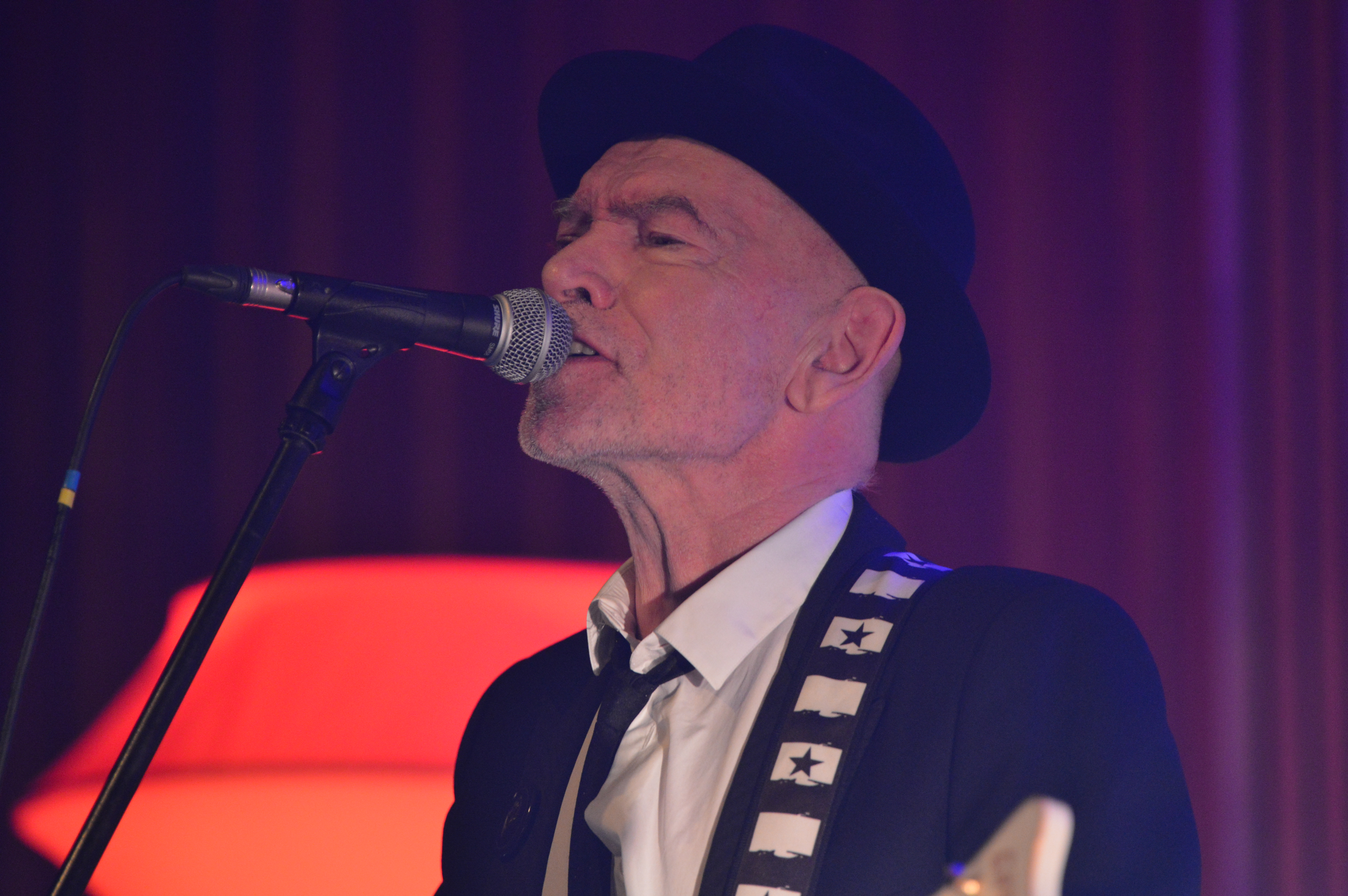
Wojciech Waglewski, dwukrotny laureat (z Osjan w 2004, z Voo Voo i jako producent w 2015), dziewięciokrotnie nominowany (jako solista, z Osjan, z Voo Voo i jako producent)

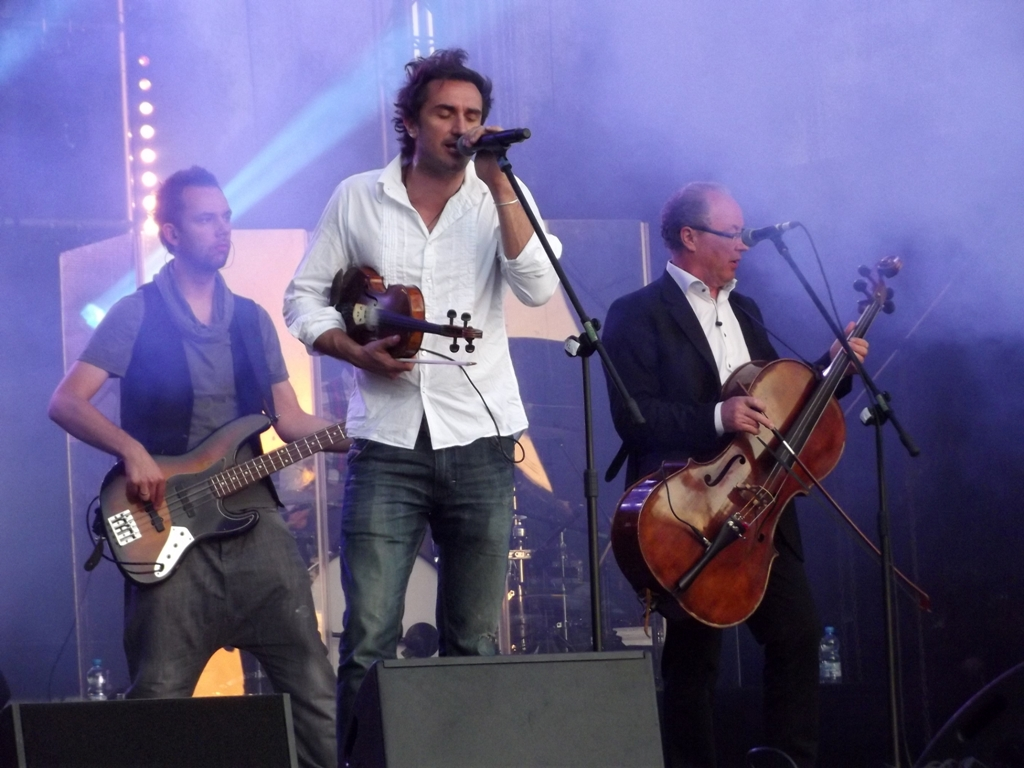
Zakopower, dwukrotni laureaci (w 2008 i 2012), czterokrotnie nominowani

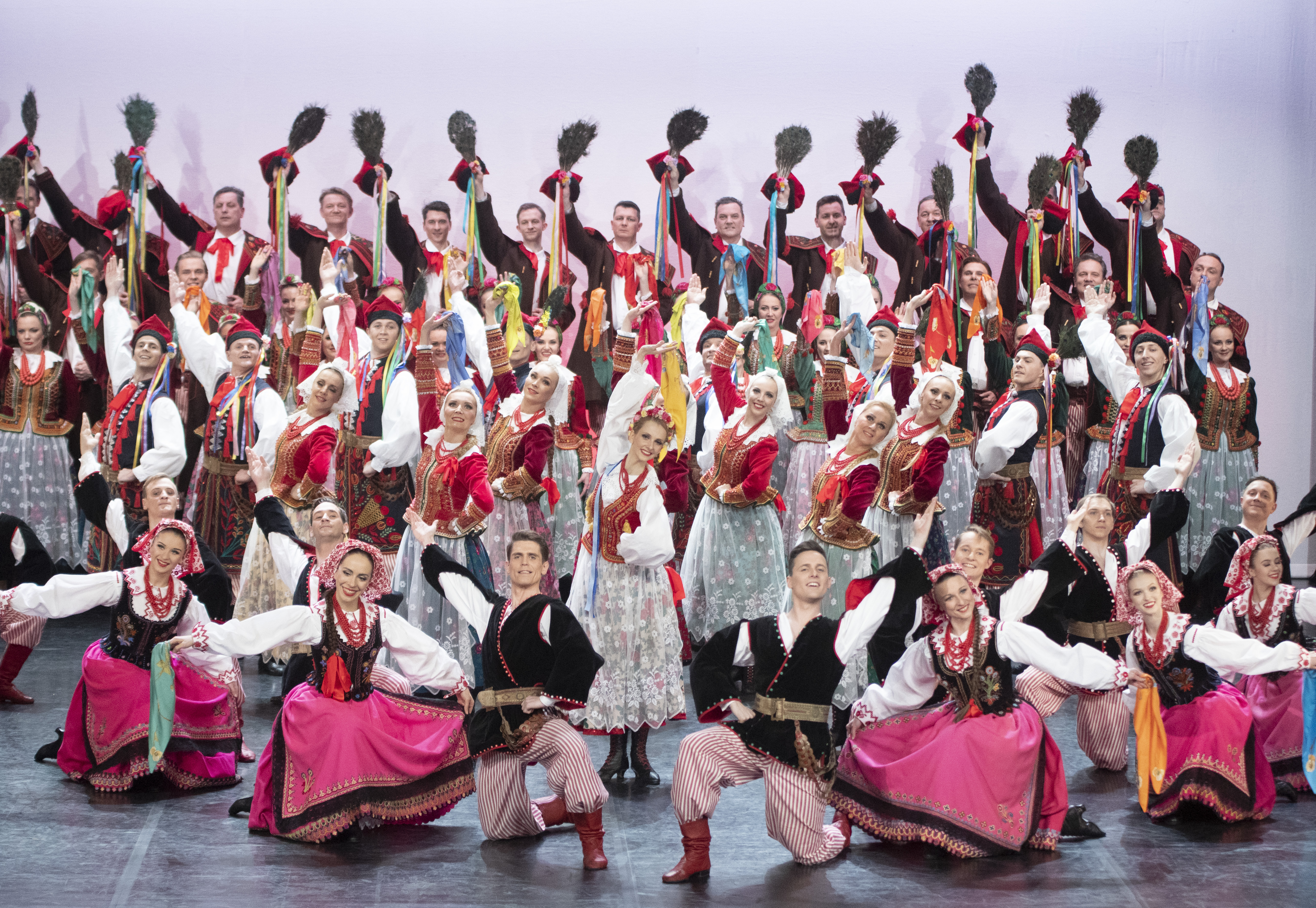
Zespół Pieśni i Tańca „Śląsk”, dwukrotni laureaci (w 2022 i 2023), pięciokrotnie nominowani

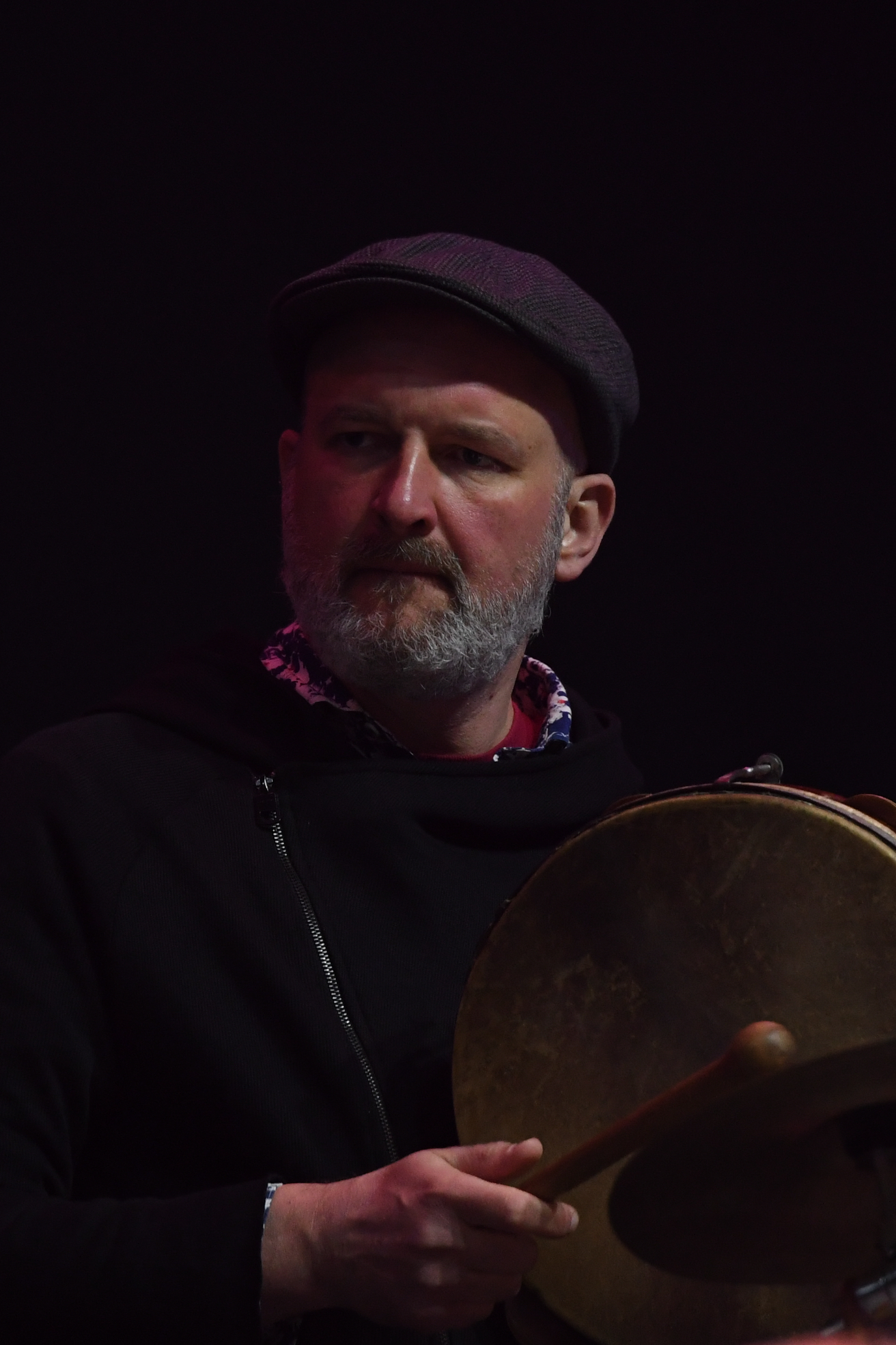
Maciej Szajkowski, siedmiokrotny laureat z Kapelą ze Wsi Warszawa (w 2005, 2009, 2010, 2016, 2018, 2021 i 2025), dziewięciokrotnie nominowany (z Kapelą ze Wsi Warszawa, Village Kollektiv i R.U.T.A.)

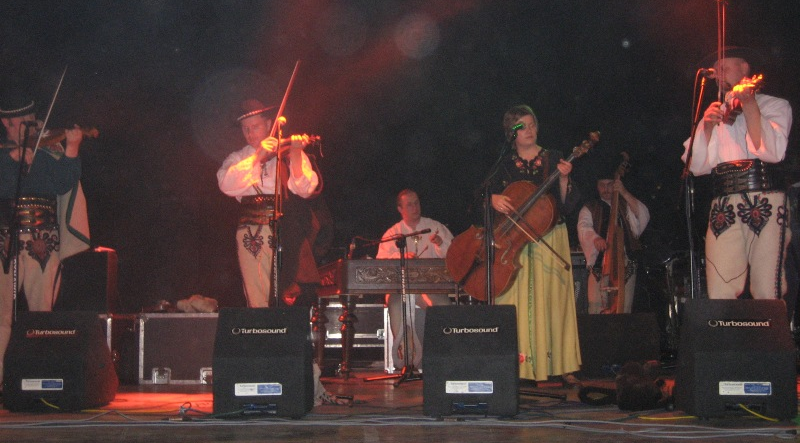
Trebunie-Tutki, sześciokrotnie nominowani

| 1995                                                                          | Luksus                                                                             | Szwagierkolaska | - Dziewczynka z pozytywką Edwarda – Martyna Jakubowicz - Rapatapa-to-ja – Voo Voo - Śpiewki i nuty – Trebunie-Tutki - Złota Maryla – Maryla Rodowicz | [ 5 ]                               |
| 1996                                                                          | ojDADAna                                                                           | Grzegorz Ciechowski | - Flamenco i blues – Tadeusz Nalepa - Potargano Chałpa – De Press - Janosik w Sherwood – Trebunie-Tutki - Zdrowa woda – Zdrowa Woda | [ 6 ]                               |
| 2000                                                                          | Golec uOrkiestra 2                                                                 | Golec uOrkiestra | - Ano! – Brathanki - Live – Drum Freaks - Moja miła – Kapela - Śleboda – De Press | [ 7 ]                               |
| Album roku etno / folk                                                        |                                                                                    | | |                                     |
| 2001                                                                          | Patataj                                                                            | Brathanki | - Daj mi drugie życie – Krzysztof Krawczyk i Goran Bregović - Dwa światy – Siwy Dym - Polskie pieśni wielkopostne – Stanisław Sojka - Perro volando – Rei Ceballo & Calle Sol | [ 8 ]                               |
| 2002                                                                          | Alkimja                                                                            | Justyna Steczkowska | - Celtic – Shamrock - Celtica Show – Boreash - Posłuchajcie ludzie… – Stanisław Grzesiuk - Karolinka – Piosenki Górnego Śląska i Ziemi Opolskiej – Zespół Pieśni i Tańca „Śląsk” | [ 9 ]                               |
| 2003                                                                          | Total blaga                                                                        | Dziubek | - A w niedziela rano – Tołhaje - Albośmy to jacy tacy – Zespół Pieśni i Tańca „Śląsk” - Art.pl – Swoją Drogą - Galoop – Brathanki | [ 10 ]                              |
| 2004                                                                          | Księga liści                                                                       | Osjan | - I to, i to – Hania Rybka - Posłóchejcie Kamaradzi – Joszko Broda | [ 11 ]                              |
| 2005                                                                          | Wykorzenienie                                                                      | Kapela ze Wsi Warszawa | - Irishjazz / Irish Ferment – Carrantuohill - Music Hal – Zakopower - Tylko Dylan – Martyna Jakubowicz - Rzepczyno – Rzepczyno | [ 12 ]                              |
| 2006                                                                          | Session – Natural Irish & Jazz                                                     | Carrantuohill, gościnnie: Urszula Dudziak, Wojciech Karolak, Tomasz Szukalski, Bernard Maseli, Krzysztof Ścierański, Marek Raduli i Robert Czech | - Indialucia – Michał Czachowski - Motion Rootz Experimental 2006 – Village Kollektiv - Nina Stiller – Nina Stiller - Polski Blues Standards – Jaromi | [ 13 ]                              |
| 2008                                                                          | Na siedem                                                                          | Zakopower | - Góralsko siła – Trebunie-Tutki - Nowa tradycja – antologia polskiego folku – różni wykonawcy - Tischner – Trebunie-Tutki i Voo Voo-nootki - Szumi Jawor Soundsystem – Psio Crew | [ 14 ]                              |
| Album roku folk / muzyka świata                                               |                                                                                    | | |                                     |
| 2009                                                                          | Wymixowanie                                                                        | Kapela ze Wsi Warszawa | - Balkan Koncept – Balkanika - Songs of Glory – Pieśni chwały – Trebunie-Tutki i Twinkle Brothers - Time Ruines – Andrzej Bachleda i The Technicolor Orchestra - Z piosenką przez świat – Państwowy Zespół Ludowy Pieśni i Tańca „Mazowsze” | [ 15 ]                              |
| 2010                                                                          | Infinity                                                                           | Kapela ze Wsi Warszawa | - Addis Abeba – Maleo Reggae Rockers - Hey, koło Cieszyna – Pieśni Ziemi Cieszyńskiej – Zespół Pieśni i Tańca „Śląsk” - Po prostu – Osjan - Voo Voo i Haydamaky – Voo Voo i Haydamaky | [ 16 ]                              |
| 2011                                                                          | Maleńka                                                                            | Dagadana | - Góry w sercu – Jan Trebunia-Tutka - Harmonia – Wojciech Waglewski, Ziemowit Kosmowski, Marcin Gałażyn i Marjana Sadowska - Okruchy życia – Martyna Jakubowicz i Żona Lota - Recydywa, piosenki spod celi – Stasiek Wielanek i Kameleon | [ 17 ]                              |
| 2012                                                                          | Boso                                                                               | Zakopower | - Dlaczego nie – Dagadana - Globalna wiocha – Żywiołak - Gore – Pieśni buntu i niedoli XVI–XX wieku – R.U.T.A. - Sobremesa – Anna Maria Jopek | [ 18 ]                              |
| Album roku muzyka korzeni (w tym blues, country, folk, reggae)                |                                                                                    | | |                                     |
| 2015                                                                          | Dobry wieczór                                                                      | Voo Voo - produkcja: Wojciech Waglewski | - Inspired by Lutosławski – Grażyna Auguścik Orchestar - produkcja: For Tune - Kolory bluesa – Jan Kyks Skrzek i Śląska Grupa Bluesowa - produkcja: Leszek Winder - Przyznaj się – Warszawskie Combo Taneczne - produkcja: Jan Młynarski - Ten – Kroke - produkcja: Kroke i Dariusz Grela | [ 19 ]                              |
| Album roku muzyka korzeni (w tym blues, folk, country, muzyka świata, reggae) |                                                                                    | | |                                     |
| 2016                                                                          | Święto Słońca                                                                      | Kapela ze Wsi Warszawa - produkcja: Mariusz Dziurawiec                                                                                           | - Mysz – Adam Strug - produkcja: Wojciech Waglewski - Ka Ra Va Na – Jafia - produkcja: Marcin Pospieszalski - O – Chłopcy kontra Basia - produkcja: Tomasz Waldowski - Wake Up – Maleo Reggae Rockers - produkcja: Dariusz Malejonek | [ 20 ]                              |
| 2017                                                                          | Prosta piosenka                                                                    | Martyna Jakubowicz - produkcja: Martyna Jakubowicz, Dariusz Bafeltowski i Jan Smoczyński                                                         | - Dancing, salon, ulica – Warszawskie Combo Taneczne - produkcja: różni - Meridian 68 – Dagadana - produkcja: Marcin Pospieszalski - Powrót do korzeni – Mesajah - produkcja: Mesajah - Woman Blue – Shy Albatross - produkcja: Raphael Rogiński | [ 21 ]                              |
| 2018                                                                          | Re:akcja mazowiecka                                                                | Kapela ze Wsi Warszawa - produkcja: Sylwia Świątkowska i Mariusz Dziurawiec                                                                      | - Będą bić! – Hańba! - produkcja: Hańba! - Traveller – Kroke - produkcja: Kroke i Dariusz Grela - Wiecznie młody. Piosenki Boba Dylana – Krzysztof Krawczyk - produkcja: Andrzej Kosmala i Ryszard Kniat - Zakopower & Atom String Quartet – Zakopower i Atom String Quartet - produkcja: Zakopower i Atom String Quartet | [ 22 ]                              |
| Album roku folk / muzyka świata                                               |                                                                                    | | |                                     |
| 2019                                                                          | Sto lat Panie Staśku!                                                              | Warszawskie Combo Taneczne - produkcja: Jan Młynarski i Mista Pita                                                                               | - Ernest Bryll. Jasność Narodzenia – Mirosław Kowalik, Ania Rusowicz, Krystyna Prońko, Jan Trebunia-Tutka, Andrzej Polak, Anna Trebunia-Wyrostek, Jerzy Trela i Ernest Bryll - produkcja: Mirosław Kowalik - Mama Warhola – Tołhaje - produkcja: Piotr Rychlec - Mickiewicz – Stasiuk – Haydamaky – Andrzej Stasiuk i Haydamaky - produkcja: Ołeksandr Jarmoła - Tischner. Mocna nuta – Kayah, Mirosław Kowalik, Mateusz Pospieszalski, Jorgos Skolias, Muniek Staszczyk, Trebunie-Tutki i Wojciech Waglewski - produkcja: Mirosław Kowalik | [ 23 ]                              |
| Album roku muzyka świata                                                      |                                                                                    | | |                                     |
| 2020                                                                          | 1939                                                                               | Hańba! | - Provinz Posen – Provinz Posen - Rasti – Laboratorium Pieśni - Statek do Pireusu – Eleni - Wendzki sznyt – Żywiołak | [ 24 ]                              |
| 2021                                                                          | Uwodzenie                                                                          | Kapela ze Wsi Warszawa | - Muzyka źródeł cz. 32: Ród Karpieli – Bolesław Karpiel-Bułecka, Jan Karpiel-Bułecka i Sebastian Karpiel-Bułecka - Nikt nam nie zrobił nic – Hańba! - Siostry rzeki – Sutari - Tany – Karolina Cicha & Spółka | [ 25 ]                              |
| Album roku muzyka korzeni / blues                                             |                                                                                    | | |                                     |
| 2022                                                                          | Pieśni współczesne                                                                 | Miuosh i Zespół Pieśni i Tańca „Śląsk” | - Półmrok – Tulia - Tobie – Dagadana - Totem – Jarecki - Yugen – Wojtek Mazolewski | [ 26 ]                              |
| Album roku muzyka korzeni                                                     |                                                                                    | | |                                     |
| 2023                                                                          | 70-lecie Zespołu Pieśni i Tańca „Śląsk” im. Stanisława Hadyny: Największe przeboje | Zespół Pieśni i Tańca „Śląsk” | - Future Folk – Future Folk - Rzeczy ostatnie – Polskie Znaki - Sad – Karolina Cicha, Sw@da & Spółka - Tamoj – Bastarda i Sutari | [ 27 ]                              |
| 2024                                                                          | In Search of a Better Tomorrow                                                     | EABS i Jaubi | - Dekonstrukcja historyczna I – Żywiołak - Dziadoskie piosenki o miłości – Same Suki - Hé oyáte – Laboratorium Pieśni - Kryzys – Hańba! | [ 28 ]                              |
| 2025                                                                          | Sploty                                                                             | Kapela ze Wsi Warszawa i Bassałyki | - #InDaWoods – Sw@da x Niczos - Nie ma Ziemi nad Kujawy – Zespół Pieśni i Tańca Ziemi Bydgoskiej - Pieśni ludu – Zazula - Tradycja – Marcin Wyrostek i Orkiestra Symfoniczna Filharmonii Śląskiej - Wędrujący ptak – Łukasz Ojdana, gościnnie: Drevo i Mariia Ojdana | [ 29 ]                              |

## Statystyki
| Liczba | Osoba/zespół                  | Lata                                     |
| ------ | ----------------------------- | ---------------------------------------- |
| 7      | Kapela ze Wsi Warszawa        | 2005, 2009, 2010, 2016, 2018, 2021, 2025 |
| 7      | Sylwia Świątkowska            | 2005, 2009, 2010, 2016, 2018, 2021, 2025 |
| 4      | Mariusz Dziurawiec            | 2016, 2018, 2021, 2025                   |
| 2      | Wojciech Waglewski            | 2004, 2015                               |
| 2      | Zakopower                     | 2008, 2012                               |
| 2      | Zespół Pieśni i Tańca „Śląsk” | 2022, 2023                               |

| Liczba | Osoba/zespół                  | Lata                                                 |
| ------ | ----------------------------- | ---------------------------------------------------- |
| 9      | Maciej Szajkowski             | 2005, 2006, 2009, 2010, 2012, 2016, 2018, 2021, 2025 |
| 9      | Magdalena Sobczak-Kotnarowska | 2003, 2005, 2006, 2009, 2010, 2016, 2018, 2021, 2025 |
| 9      | Wojciech Waglewski            | 1995, 2004, 2008, 2010 (×2), 2011, 2015, 2016, 2019  |
| 8      | Jan Trebunia-Tutka            | 1995, 1996, 2008 (×2), 2009, 2011, 2019 (×2)         |
| 8      | Sylwia Świątkowska            | 2005, 2006, 2009, 2010, 2016, 2018, 2021, 2025       |
| 7      | Anna Trebunia-Wyrostek        | 1995, 1996, 2008 (×2), 2009, 2019 (×2)               |
| 7      | Kapela ze Wsi Warszawa        | 2005, 2009, 2010, 2016, 2018, 2021, 2025             |
| 6      | Trebunie-Tutki                | 1995, 1996, 2008 (×2), 2009, 2019                    |
| 5      | Daga Gregorowicz              | 2011, 2012, 2017, 2020, 2022                         |
| 5      | Mateusz Pospieszalski         | 1995, 2008, 2010, 2015, 2019                         |
| 5      | Sebastian Karpiel-Bułecka     | 2005, 2008, 2012, 2018, 2021                         |
| 5      | Tomasz Duda                   | 2003, 2015, 2017, 2019 (×2)                          |
| 5      | Zespół Pieśni i Tańca „Śląsk” | 2002, 2003, 2010, 2022, 2023                         |
| 4      | Dagadana                      | 2011, 2012, 2017, 2022                               |
| 4      | Hańba!                        | 2018, 2020, 2021, 2024                               |
| 4      | Łukasz Moskal                 | 2003, 2008, 2012, 2019                               |
| 4      | Mariusz Dziurawiec            | 2016, 2018, 2021, 2025                               |
| 4      | Martyna Jakubowicz            | 1995, 2005, 2011, 2017                               |
| 4      | Piotr Rychlec                 | 2008, 2012, 2018, 2019                               |
| 4      | Voo Voo                       | 1995, 2008, 2010, 2015                               |
| 4      | Zakopower                     | 2005, 2008, 2012, 2018                               |